# Michael Pate
Michael Pate (26 de febrero de 1920; Drummoyne, Sídney, Australia – 1 de septiembre de 2008; Gosford, Sídney, Australia) nacido como Edward John Pate, fue un actor australiano, productor, director y escritor.
Apareció en el teatro australiano, fue locutor de la radio Australian Broadcasting Commission junto a George Ivan Smith relatando el tema sobre la Youth Speaks. También participó en algunas películas antes de llegar a Hollywood en 1950. Aquí representó papeles de soporte en muchas películas, principalmente como un rudo villano. Interpretó varias veces papeles de indio, como el jefe apache Vittoro en la película Hondo (1953) y para la serie de televisión del mismo título. También colaboró con la historia original de películas como Escape From Fort Bravo (1953) y Most Dangerous Man Alive (1961). 
En 1968 retronó a Australia, donde fue productor asociado para la película Age Of Consent (1969), con la actuación de James Mason. En 1970, publicó un libro de texto titulado The Film Actor.  En 1966, actuó en los capítulos 45 y 46 de Batman. Entre 1971 y 1975, actuó como Detective Sargento Mayor de Vic Maddern en la serie Matlock Police. 
Al retirarse de Matlock Police, Pate comenzó a trabajar más detrás de la cámara, así también siguió actuando en el teatro de Sídney y Melbourne. En 1977, escribió y produjo la película The Mango Three, interpretada por su hijo Christopher Pate. Aunque Pate se retiró del mundo de la actuación en el año 2001, continuó trabajando como voz en off, y estaba escribiendo un guion en el momento de su muerte. Falleció en 2008, en el Hospital de Gosford, por complicaciones de neumonía. 